# 春野町西分
春野町西分（はるのちょうにしぶん）は、高知県高知市の町名。郵便番号は781-0304（春野郵便局管区）。本項ではかつて同区域に存在した吾川郡西分村（にしぶんむら）についても記す。

## 地理
高知市の南西部、春野町の中心部、高知県立春野総合運動公園の西側一帯にあたる。東で春野町芳原、南で春野町秋山、西で春野町弘岡下、北で朝倉・神田と接する。東西に中部を高知県道36号高知南環状線が、南部を高知県道278号弘岡下種崎線が横断し、南北に高知県道37号高知春野線が縦貫する。北は柏尾山がそびえ、南には新川川が流れる。

### 山岳
- 柏尾山

### 河川
- 新川川

## 歴史
- 幕末 - 吾川郡西分村が存在。「旧高旧領取調帳」の記載によると高知藩領。
- 明治4年7月14日（1871年8月29日） - 廃藩置県により高知県の管轄となる。
- 1889年（明治22年）4月1日 - 町村制の施行により、西分村・芳原村の区域をもって木塚村が発足。同村大字西分となる。
- 1893年（明治26年）11月20日 - 木塚村が分割し、大字西分に西分村が発足。
- 1956年（昭和31年）9月30日 - 西分村が平和村・仁西村・森山村・弘岡上ノ村・弘岡中ノ村・弘岡下ノ村と合併して春野村が発足。同村の大字となる。
- 1969年（昭和44年）9月30日 - 春野村が町制施行して春野町となる。
- 2008年（平成20年）1月1日 - 春野町が高知市に編入。同市春野町西分となる。

## 交通

### バス
とさでん交通
- W2→G11：JAはるの - 春野庁舎前 - ハビリセンター - 平和団地 - 南ニュータウン - 高知駅 - 金田橋 - 一宮バスターミナル

### 道路
- 高知県道36号高知南環状線
- 高知県道37号高知春野線
- 高知県道278号弘岡下種崎線

## 施設
- 高知市春野庁舎
- 高知県立春野総合運動公園
- 高知市春野文化ホールピアステージ
- 春野市民図書館
- 高知市春野郷土資料館
- 高知市立春野公民館
- 高知市立春野中学校
- 春野中央保育園
- 西分郵便局
- 高知県農業協同組合（JA高知県）春野支所